# Économie de la Floride

## Historique

### Période précolombienne
Avant l'arrivée des Européens en Floride, les Amérindiens vivent de la cueillette et de la chasse à l'époque archaïque. Au premier millénaire de notre ère, les peuples présents dans le nord-ouest de la Floride actuelle subissent l'influence de la civilisation du Mississippi, alors que ceux qui vivent au sud et à l'est conservent des caractéristiques héritées de la période archaïque. La culture du maïs se diffuse au nord d'une ligne allant de Daytona Beach à la baie de Tampa. Elle arrive au sud de la péninsule vers le Ve siècle av. J.-C. L'artisanat utilise les ressources régionales : des coquillages, de l'argile, du bois, etc. Les échanges de produits et de nourriture se développent avec les autres peuples du Sud-Est des États-Unis actuels.

### L'économie coloniale
À partir du XVIe siècle, les Espagnols fondent des missions en Floride qui mettent en valeur les terres et fabriquent des objets artisanaux grâce à la main d'œuvre amérindienne. Ils construisent des forts et cherchent à contrôler la région, car leurs vaisseaux passent par le détroit de Floride pour rejoindre la métropole. Ils entrent rapidement en concurrence avec les Français puis les Britanniques qui colonisent l'Amérique du Nord. Au XVIIIe siècle, ces derniers attaquent la Floride espagnole qui accueille de nombreux réfugiés amérindiens mais aussi des esclaves noirs en fuite. La fondation de la Géorgie en 1733, l'effondrement du système missionnaire et les défaites des Apalachees, alliés des Espagnols, ouvrent la région aux raids à visée esclavagiste jusqu'aux Keys. Après la cession de la Floride par les Espagnols en 1763, la Grande-Bretagne encourage l'installation de nouveaux colons en leur offrant de privilèges commerciaux et des terres. En 1768, le médecin écossais Andrew Turnbull fait venir 1400 indentured servants  qui s'implantent à New Smyrna Beach. Ces derniers tentent de produire l'indigo, le raisin, le riz, le coton et la soie dont l'Empire britannique a besoin, mais les résultats sont médiocres à cause de la mauvaise qualité des sols. Après l'indépendance des États-Unis (1783), la Floride devient un foyer d'immigration pour les colons américains attirés par les terres offertes et les esclaves noirs en fuite. Washington finit par contrôler le Territoire de Floride (1822) qui devient un État de l'Union en 1845. Dans le nord de la région, les colons américains développent une économie de plantation similaire à celle du Sud profond (canne à sucre, tabac). Alors que le nombre d'établissements augmente, la pression se fait sentir sur le gouvernement américain pour qu'il déplace les Amérindiens qui peuplent ces territoires. Les propriétaires terriens de Géorgie se plaignent que les Séminoles abritent et intègrent des esclaves noirs en fuite et des nouvelles frictions entre les Blancs et les Indiens se font sentir avec l'afflux de nouveaux arrivants. Les trois guerres séminoles brisent finalement la résistance des Amérindiens.

### La guerre de Sécession
Dans la première moitié du XIXe siècle, seul le nord de l'État est véritablement mis en valeur : on y trouve des plantations de coton, de tabac et de riz. Les quelques ports sur le golfe du Mexique (Apalachicola) exportent le coton du sud-est américain vers l'Europe. Pensacola n'est alors qu’un port de guerre.
À la veille de la guerre de Sécession, la Floride est l'État le moins peuplé du Sud des États-Unis, avec environ 140 000 habitants, dont 44 % sont des esclaves. Ils travaillent de force dans les plantations de coton et de canne à sucre, situées pour la plupart au centre de la péninsule. L'esclavage devient une question politique et économique majeure pour les planteurs. La Floride rejoint le camp sudiste et s'engage dans la guerre de Sécession.
Compte tenu de son faible poids démographique, la Floride contribua à l'effort de guerre plus par son économie que pas sa main d'œuvre ou ses soldats. Elle fournit notamment  de la viande, du poisson, du coton et du sel à ses alliés. La Floride ne fut pas un enjeu stratégique majeur du fait de sa situation géographique périphérique et de sa faible industrialisation, si bien qu'elle connut moins de destructions que les autres états sudistes. Dans les secteurs contrôlés par les Nordistes, c’est-à-dire le littoral, les esclaves profitèrent de la guerre civile pour fuir leur plantation.
Les Nordistes organisent un blocus maritime pour empêcher le ravitaillement des états sécessionnistes. Ils occupent les ports de Cedar Key, Jacksonville, Key West et Pensacola. Plus le conflit dure, plus le mécontentement des Floridiens grandit contre la conscription et les réquisitions. Les déserteurs sont de plus en plus nombreux et s'organisent pour attaquer les patrouilles confédérées, lancer des raids contre les plantations ou encore renseigner les Nordistes. Ces derniers s'emparent de Tallahassee et les esclaves sont libérés. Après la guerre, la Floride est réintégrée dans l'Union le 25 juillet 1868, et la Reconstruction pouvait commencer : elle s'achève en 1877. La période suivante est marquée par la ségrégation raciale.

### Migrations et développement économique (1890-1945)

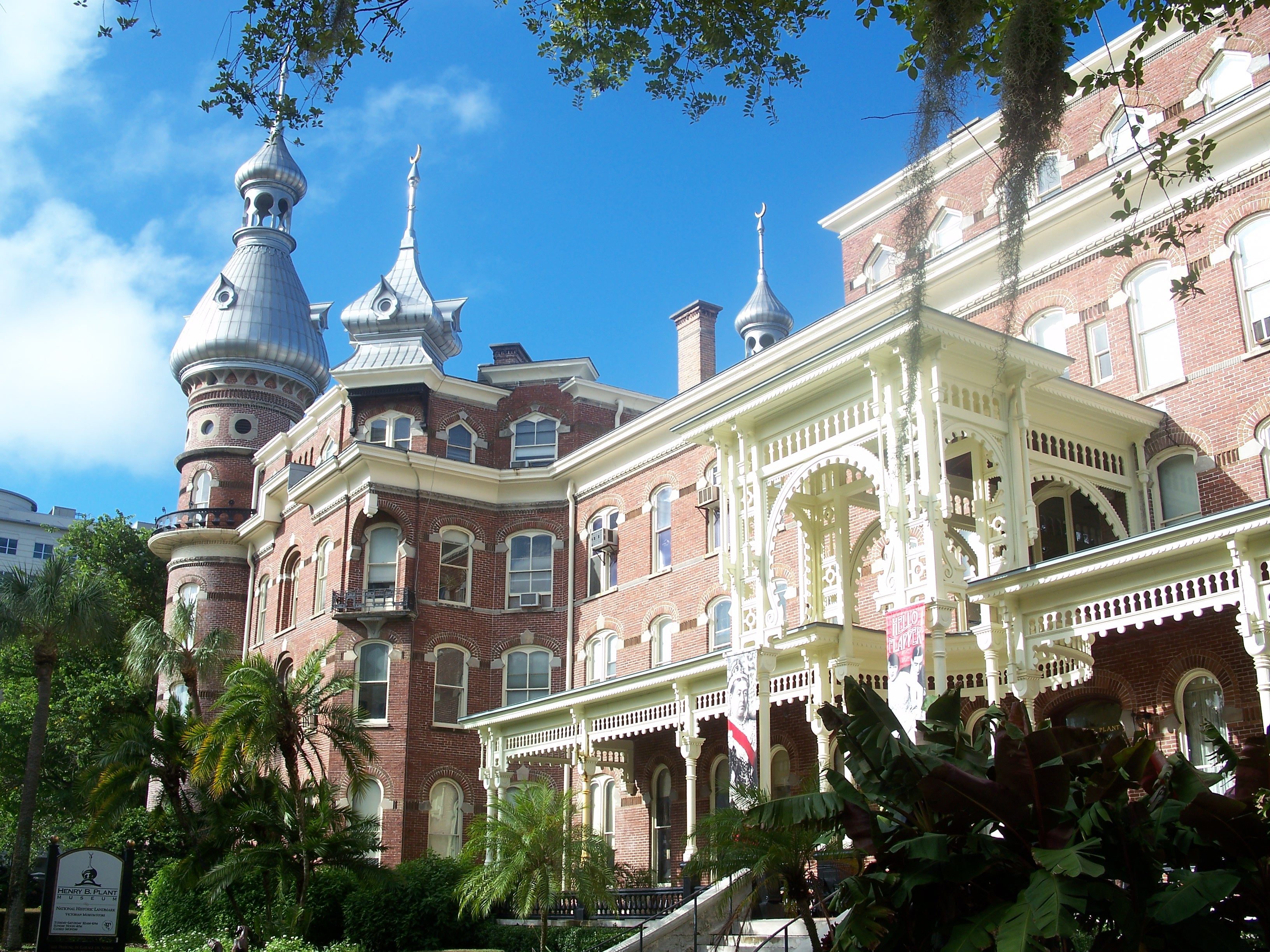
Tampa Bay Hotel, symbole du développement touristique de la fin du XIXe siècle en Floride.

Le tourisme devint une activité majeure de la Floride et fut favorisé par la construction de voies ferrées dans la deuxième moitié du XIXe siècle. Les magnats des chemins de fer firent construire des hôtels comme Henry Plant (Tampa Bay Hotel) ou Henry Morrison Flagler (Ponce de León Hotel, Ormond Hotel, Royal Poinciana Hotel, Breakers Hotel, Royal Palm Hotel. Le tourisme reçut le soutien du président américain Grover Cleveland, qui parcourut la Floride en train au mois de février 1888. Au début du XXe siècle, United Fruit Company investit dans la construction d'hôtels en Floride.
Le secteur primaire connut également un essor important dans le dernier quart du XIXe siècle : la Floride se spécialisa dans l'élevage, la culture des agrumes, la production de bois ; de cigares et de phosphates dans la région de Tampa. Ces produits étaient acheminés vers les centres de consommation du Nord-Est des États-Unis grâce au chemin de fer et aux navires marchands. Les superficies cultivées furent agrandies grâce à des travaux de drainage dans les zones marécageuses comme les Everglades.
Au tournant du siècle, le charançon du cotonnier dévasta les plantations de coton. Pour échapper aux persécutions et aux discriminations, près de 40 000 Afro-Américains quittèrent la Floride pour s'installer dans les villes du Nord-Est des États-Unis. Cette Grande Migration des années 1910-1940 qui concernait tous les états sudistes, eut également des causes économiques, car beaucoup de Noirs espéraient obtenir des emplois mieux payés. 

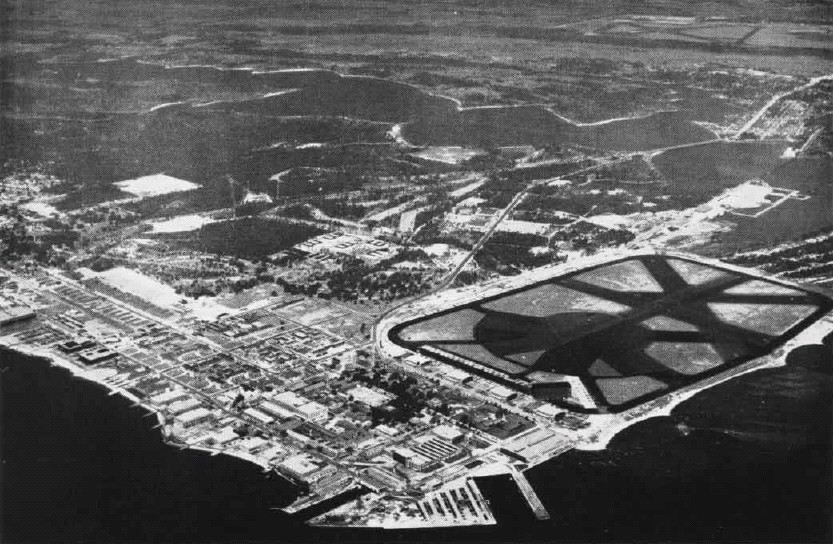
Naval Air Station de Pensacola au milieu des années 1940.

Le boom ferroviaire et foncier des années 1920 résulta de l'afflux d'investissements extérieurs et bénéficia à des villes comme Palm Beach et Miami. Le thermalisme se développa près des nombreuses sources de Floride. Cet élan fut brisé par les ouragans de 1926 et 1928, par l'éclatement de la bulle spéculative,, et surtout par la Grande Dépression à partir de 1929. Pourtant, c’est dans les années 1930 que furent aménagés les premiers parcs d’attraction qui font la réputation de la Floride : Cypress Gardens Adventure Park (1936) près de Winter Haven, Marineland (1938) près de Saint Augustine. La Prohibition stimule le trafic d'alcool avec Cuba.
Dès 1933, le président américain Franklin Delano Roosevelt, met en place le New Deal pour sortir le pays de la crise. En Floride, ce programme prend des formes multiples comme la construction du Cross-Florida Barge Canal.
La Seconde Guerre mondiale marqua un tournant dans l'économie de la Floride : plus de cent Liberty ships sortirent des chantiers navals Wainwright à Panama City. L'État fédéral créa ou renforça les bases militaires : base navale de Mayport, Naval Air Station Pensacola, Naval Air Station Jacksonville, Naval Air Station Cecil Field, Naval Air Station Whiting Field, Homestead Air Reserve Base, Eglin Air Force Base, MacDill Air Force Base. La marine américaine installa dans les années 1940 trois bases navales à Jacksonville et crée de nouveaux emplois.

### Le secondXXesiècle
La guerre froide (1947-1991) renforça l'essor du complexe militaro-industriel. Dans le cadre de la compétition avec l'URSS et à cause de sa situation géographique, la Floride accueillit la Patrick Air Force Base et la base de lancement spatial de  Cap Canaveral. Dans les années 1960, l'état vécut au rythme de la conquête de l(Espace qui participa à sa renommée et créa de nombreux emplois dans les industries de pointe. Avec la fin de l'affrontement des deux blocs, plusieurs bases militaires ont été fermées (Homestead et Cecil Field), mais le complexe militaro-industriel et l'aéronautique restent importants pour l'économie floridienne.
Il faut attendre l’avènement de la société des loisirs dans les années 1960 pour voir s'installer le Walt Disney World Resort près d'Orlando en 1971. Grâce au réseau routier, à la démocratisation des loisirs et à son climat, la Floride était devenue une destination touristique de premier plan pour les Américains.
La révolution de 1959 et l'instauration d'un régime communiste à Cuba poussèrent des milliers de Cubains à émigrer en Floride. Miami devint progressivement l'un des principaux centres économiques de l'Amérique latine.

## Généralités
La Floride est le quatrième État des États-Unis pour la production de richesses. À la fin 2008, son PNB s’élève à 742,8 milliards de dollars, ce qui représente un peu plus de 5 % du PNB américain. Jusqu'à la crise économique mondiale des années 2008 et suivantes, le PNB floridien a connu une importante croissance : entre 1997 et 2007, il a augmenté de 87 %.
Le revenu par habitant est de 33 417 $, ce qui classe la Floride à la 20e place sur 50 États américains.
La puissance économique floridienne s'appuie sur de multiples atouts. La main d'œuvre est nombreuse : 9,3 millions de personnes forment la population active en décembre 2008. Cependant, le taux de chômage est supérieur à la moyenne nationale (8,1 % de la population active en 2008 contre 7,6 % pour l'ensemble des États-Unis.
Les entreprises peuvent compter sur un bon réseau d'universités et de transports. La Floride est l'un des rares États américains à avoir instauré un salaire minimum en 2004, qui est ajusté sur l'inflation tous les six mois. Au 1er janvier 2009, ce salaire minimum horaire était de 7,21 $. Il n'existe pas d'impôt sur le revenu et la taxe sur les ventes s'élève à 6 %. Le climat, les plages et l'offre de loisirs attirent les cols blancs. La situation géographique sur le continent fait de la Floride une interface entre les deux Amériques. L'armature bancaire de l'État est solide, avec Miami pour principal pôle financier. Tous ces avantages rendent la Floride attractive pour les investisseurs : avec 39,3 milliards de dollars d'IDE en 2008, la Floride se place dans les premières destinations des flux de capitaux aux États-Unis.

## Économie floridienne par secteur

PIB de la Floride

L'économie de la Floride est dominée par le tourisme, l'agriculture et la production de phosphate. Les industries de pointe sont également bien représentées avec les activités induites par le centre spatial Kennedy
.
Structure du PIB de la Floride au début du XXIe siècle : 
- Services privés : 68 %
- Services publics : 16 %
- Industrie : 8 %
- Construction : 6 %
- Agriculture : 2 %

### Secteur primaire

#### Agriculture
| Production                     | Rang aux États-Unis | Quantité en millions |
| Oranges                        | 1                   | 0,72                 |
| Pamplemousses                  | 1                   | 0,12                 |
| Canne à sucre                  | 2                   | 0,44                 |
| Horticulture                   | 2                   | 1,84                 |
| Légumes melons pommes de terre | 2                   | 1,01                 |
| Fruits noisettes baies         | 2                   | 1,61                 |
| Chevaux                        | 3                   | 0,07                 |
| Aquaculture                    | 6                   | 0,06                 |

L'agriculture floridienne ne domine plus l'économie comme au XIXe siècle. Malgré les difficultés qu'elle rencontre (chancre citrique, catastrophes climatiques), elle garde un poids non négligeable par les emplois directs ou indirects qu'elle engendre, ainsi que pour les exportations. En effet, de l'agriculture dépendent des activités situées en amont (engrais à partir des phosphates, biotechnologies), et en aval comme l'industrie agroalimentaire. L'agriculture bénéficie d'un vaste marché intérieur (régions très peuplées du Nord-Est des États-Unis). 
La Floride dispose de sols fertiles, d'une saison végétative longue et ne connaît pas le gel dans son extrémité méridionale. Il existe de très grandes exploitations (plus de 2 000 hectares), qui se spécialisent dans les fruits, les légumes et la canne à sucre. L'horticulture et l'élevage (essentiellement bovin) sont d'autres activités importantes. La Floride occupe le premier rang national pour la production d'oranges et de raisins ; la deuxième pour la canne à sucre, les légumes, les fruits et les productions horticoles ; la troisième pour l'élevage des chevaux. La sylviculture représente 8,5 milliards de dollars et 82 millions d'arbres plantés.
Les agrumes sont la culture par excellence du centre et du sud de la Floride. L'État assure en effet 75 % de la production américaine d'oranges. Le climat tropical des comtés du sud permet la culture de fruits tels que la mangue, la papaye, la goyave, l'ananas et l'avocat. Toujours au sud, la canne à sucre s'est développée après la rupture avec le régime castriste. Les primeurs complètent l'agriculture du sud : raisin, tomate, céleri, fraise.
Au nord de l'État, les cultures traditionnelles du tabac, et, dans une moindre mesure du coton, ont décliné. La région se spécialise dans le soja, l'arachide, le maïs, l'élevage bovin et la sylviculture.

#### Aquaculture et pêche
Étant donné sa situation entre l'océan Atlantique et le golfe du Mexique, l'économie de la Floride est naturellement tournée vers la mer. La Floride compte environ 900 fermes aquacoles qui élèvent des poissons-chats, des poissons d'aquarium, des mollusques (huîtres) et des crustacés. Les produits de la pêche industrielle sont divers : poissons, crevettes, langoustes de Floride, etc.

#### Sources d'énergie
En valeur absolue, la Floride est le troisième État pour la consommation d'énergie : la population est en effet nombreuse et les besoins domestiques sont importants. L'utilisation de l'air climatisé et le transport entraînent de fortes dépenses d'énergie. Cependant, la consommation d'énergie par habitant est l'une des plus basses du pays (44e sur 50), en raison du faible poids des industries. Les ressources énergétiques sont rares : quelques puits de pétrole dans le nord-ouest, aucune mine de charbon ni de gisement gazier. La Floride doit importer la majeure partie de ses sources d'énergie. Il n'y a pas de raffinerie. Le gaz naturel parvient des États voisins du golfe du Mexique par gazoduc. La production hydroélectrique est infime. Trois centrales nucléaires sont en fonctionnement : Crystal River, Saint Lucie et Turkey Point. La Floride produit 3,2 % des énergies renouvelables des États-Unis alors que le potentiel est relativement important (solaire, biocarburants). L'entreprise Florida Power & Light a annoncé l'ouverture pour 2010 d'une centrale solaire de 180 000 miroirs. Elle se situera sur la côte orientale, au nord du comté de Palm Beach et s'étendra sur plus de 200 hectares.

#### Minerais et phosphates
En 2005, la Floride est le quatrième État des États-Unis pour la production de minerais. Les principales productions sont les phosphates (54 millions de dollars en 2005), le sable et les graviers (64 millions de dollars), l'ilménite, la  rutile et le kaolin.
Aujourd'hui, entre 75 et 80 % du phosphate utilisé aux États-Unis et 25 % du monde provient de Floride : il est exporté par le port de Tampa. L'industrie du phosphate rapporte 85,9 millions de dollars à l'État de Floride et emploie 6 000 personnes (2003). En 2005, environ 1 800 hectares sont consacrés à l'extraction du phosphate. Il représente la troisième ressource de l’État. Trois entreprises se partagent l'exploitation du phosphate floridien : Mosaic, PCS Phosphate – White Springs, et CF Industries, Inc.
La Bone Valley dans le comté de Polk est la principale réserve de phosphates en Floride ; cependant, les compagnies minières cherchent à en extraire dans les comtés de Hillsborough, Hardee, Manatee, DeSoto et Hamilton.

### Secteur secondaire

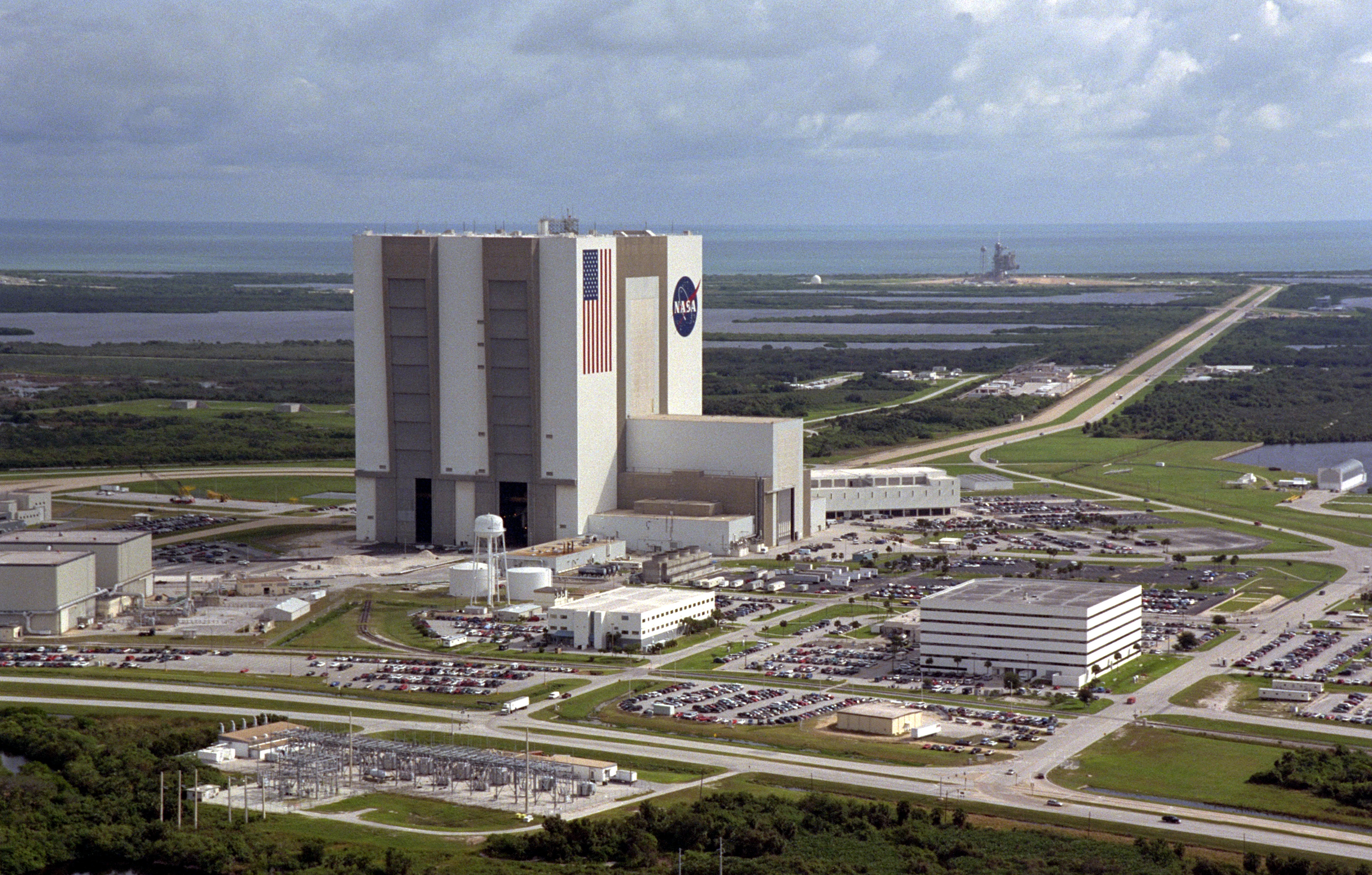
Centre spatial de Cap Canaveral.

La Floride n'est pas considérée comme un État industriel : les industries lourdes sont peu nombreuses (chimie à Pensacola) et le secteur secondaire ne représente que 8 % du PIB. Les emplois industriels se concentrent dans les métropoles. Plusieurs industries travaillent en relation avec le secteur primaire : transformation du bois, jus de fruits, conserveries, raffinage du sucre.  Le secteur du BTP est stimulé par la croissance démographique et le tourisme. La construction électrique et le matériel de transport (Tampa, Jacksonville, Orlando), la confection (Miami) sont des activités relativement dynamiques.
Depuis l'arrivée de la NASA au cap Canaveral dans les années 1960, l'industrie aérospatiale s'est développée. Aujourd'hui, elle emploie 23 000 personnes et produit 4,5 milliards de dollars. Les effectifs de la NASA sont en baisse depuis la fin de la guerre froide en raison de la limitation des dépenses fédérales. Lockheed Martin possède une usine moderne à Pinellas Park, dans la baie de Tampa, qui travaille sur des avions mais aussi sur des éléments de la navette spatiale.
Les industries médicales et biotechnologiques connaissent également un essor dans les principales agglomérations. Floride est le deuxième État américain pour le nombre de laboratoires médicaux. Plus de 600 entreprises de biotechnologie (comté d'Alachua et agglomération de Miami-Fort Lauderdale), de pharmacie et de matériel médical travaillent en relation étroite avec les universités. Quatre entreprises dans les nouvelles technologies se distinguent : Tech Data, Harris Corporation, Citrix Systems et Jabil Circuit. Orlando a été choisie pour accueillir le siège social du Burnham Institute (biotechnologie et recherche médicale).

### Secteur tertiaire
Les services représentent 68 % du PIB floridien. Le premier secteur est le tourisme.

#### Tourisme
| Année | Nombre |
| 1933  | 1      |
| 1941  | 3      |
| 1955  | 5      |
| 1960  | 11     |
| 1965  | 16     |
| 1970  | 23     |
| 1980  | 36     |
| 1999  | 59     |
| 2004  | 77     |
| 2005  | 86     |

Le tourisme est la principale activité de la Floride, : il a généré 57 milliards de dollars. « L'État du soleil » a attiré quelque 86 millions de touristes en 2006. Entre le 1er avril et le 30 juin 2008, il a reçu 22 millions de visiteurs, dont 1 253 000 étrangers. La Floride reste une destination privilégiée pour les actifs du nord des États-Unis ou du Canada. Elle séduit une clientèle de retraités et de milliardaires.
Les atouts touristiques de la Floride sont nombreux : le climat tropical du sud offre des hivers chauds et ensoleillés. Le tourisme balnéaire se développe grâce aux plages de sable blanc comme celles de la Suncoast, mais aussi grâce à une offre importante d'infrastructures de transport et d'hôtellerie : ainsi, l'agglomération de Miami-Fort Lauderdale possède la plus forte densité hôtelière des États-Unis. L'offre des activités est étendue, depuis les loisirs et les sports maritimes au tourisme culturel et écologique. Les touristes viennent également profiter des centaines de sources d'eau douce de l'État : il existe 15 parcs d'État autour de sources qui attirent chaque année plus de deux millions de visiteurs. Les parcs nationaux de Dry Tortugas, de Biscayne et des Everglades jouissent d'une réputation internationale. Les villes floridiennes organisent de nombreux événements culturels tout au long de l'année. Il est possible de visiter le centre spatial Kennedy et d'assister au lancement des navettes sur le site. L'organisme VisitFlorida a lancé en 2008 une grande campagne de promotion dans tout le pays pour mettre en avant ces atouts touristiques.
La Floride est, avec la Californie, l'État qui compte le plus de parcs à thème. Le plus grand de tous est le Walt Disney World Resort près d'Orlando qui s'étend sur 101 km2. Le parc emploie 74 000 personnes, comprend 22 hôtels, cinq terrains de golf, un  parc des technologies du futur (Epcot). Orlando est la métropole touristique la plus fréquentée du monde et qui détient la plus grande capacité hôtelière du pays.
Enfin, la majorité des croisiéristes américains passent par la Floride : Miami est le premier port de paquebots du monde avec plus d'1,8 million d'embarquements en 2007.

#### Services financiers
4000 agences bancaires sont présentes en Floride et Miami est le deuxième centre bancaire international des États-Unis, derrière New York.

#### Commerce et transports

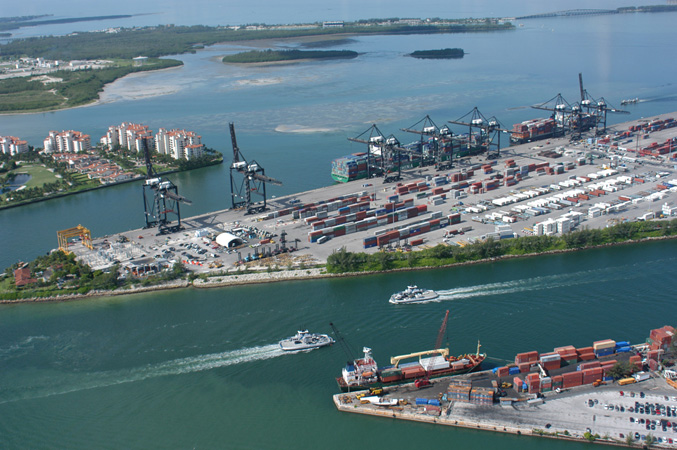
Photographie aérienne du port de Miami.

La balance commerciale de la Floride est excédentaire (20 milliards de dollars d'exportations, 15 milliards d'importations). Les ports de Floride exportent des produits manufacturés, des véhicules, des engrais, des plastiques et des produits pharmaceutiques. Ils importent des produits manufacturés, énergétiques et minéraux.
La Floride est la porte des États-Unis sur l'Amérique latine et assure près de 40 % des exportations américaines vers ce continent. Les aéroports proposent des lignes directes vers l'Amérique latine. Ils représentent 4,8 millions de tonnes et 7 % des marchandises transportées par avion aux États-Unis.
Le littoral accueille 14 ports en eau profonde qui totalisent un trafic de 121 millions de tonnes de marchandises. Tampa est le premier port de Floride par le volume de marchandises (43 millions de tonnes de vrac, phosphates, pétrole, produits manufacturés),. Les autres ports notables sont Port Everglades, Jacksonville, Miami, Palm Beach et Port Canaveral.